# Menelaj
V grški mitologiji je bil Meneláj (grško Μενέλαος, Menelaos, »srd ljudstva«) kralj mikenske (pred-dorske) Šparte. Po Iliadi je bil Menelaj osrednja osebnost v trojanski vojni, saj je vodil špartanski kontingent grške vojske pod vodstvom svojega starejšega brata Agamemnona, mikenskega kralja. Menelaj je bil pomemben v Iliadi in Odiseji ter priljubljen tudi v grškem vaznem slikarstvu in grški tragediji, v slednji bolj kot junak trojanske vojne in ne kot član obsojene Atrejeve hiše.